# Bickersgracht
De Bickersgracht is een gracht tussen de Westelijke Eilanden van Amsterdam en een straat op een van deze eilanden, Bickerseiland.
De Bickersgracht loopt in noord-zuidelijke richting langs de westkant van het Bickerseiland, tussen dat eiland en Prinseneiland. Over de gracht loopt de Galgenbrug (brug nr. 315) tussen de Galgenstraat op Prinseneiland en Kleine Bickersstraat op Bickerseiland. De brug, oorspronkelijk een dubbele wipbrug, nu een vaste brug, werd waarschijnlijk zo genoemd omdat men vanuit hier goed zicht had op de galgen van de Volewijck aan de overkant van het IJ.
De straat Bickersgracht loopt niet langs het water maar aan de binnenkant van de huizen aan de gracht. De straat is geplaveid met oude kasseien. Aan de Bickersgracht staan zeven 17e- en 18e-eeuwse panden die zijn aangewezen als rijksmonument: zes woonhuizen en Pakhuis de Faam (Bickersgracht 256), een dubbel pakhuis uit ca. 1650. Ook kinderboerderij De Dierencapel ligt aan de Bickersgracht.
De gracht is vernoemd naar het Amsterdamse regentengeslacht Bicker, meer specifiek Jan Bicker, die het Bickerseiland in 1631 kocht. Aan de Bickersgracht werden enkele houttuinen aangelegd voor de opslag van hout. Daarbinnen kwamen pakhuizen en een groot woonhuis voor Bicker. Deze panden werden omstreeks 1700 afgebroken om plaats te maken voor een reeks woningen.

## Gele onderzeeboot
Sinds 2011 ligt er met enige regelmaat een gele onderzeeboot aangemeerd bij de hoek met de Realengracht. Deze onderzeeër had daarvoor enige dienst gedaan als seksclub in Parijs; de Nederlandse eigenaar legde hem op genoemde plaats aan. Dat leidde tot onenigheid met Waternet die het niet als “boot” wilde certificeren. De boot moest daarop verplaatst worden en kwam op een scheepswerf te Zaandam te liggen. Toen de certificering rond kwam, liet de eigenaar de onderzeeboot weer naar Amsterdam slepen en vanaf januari 2020 lag zij weer op de genoemde plaats. Volgens zeggen van de eigenaar is de boot een toeristische attractie, waarmee toeristen op de foto willen. Het is bekend onder de Engelse naam Yellow submarine naar de gelijknamige film, album en song van The Beatles.

## Afbeeldingen

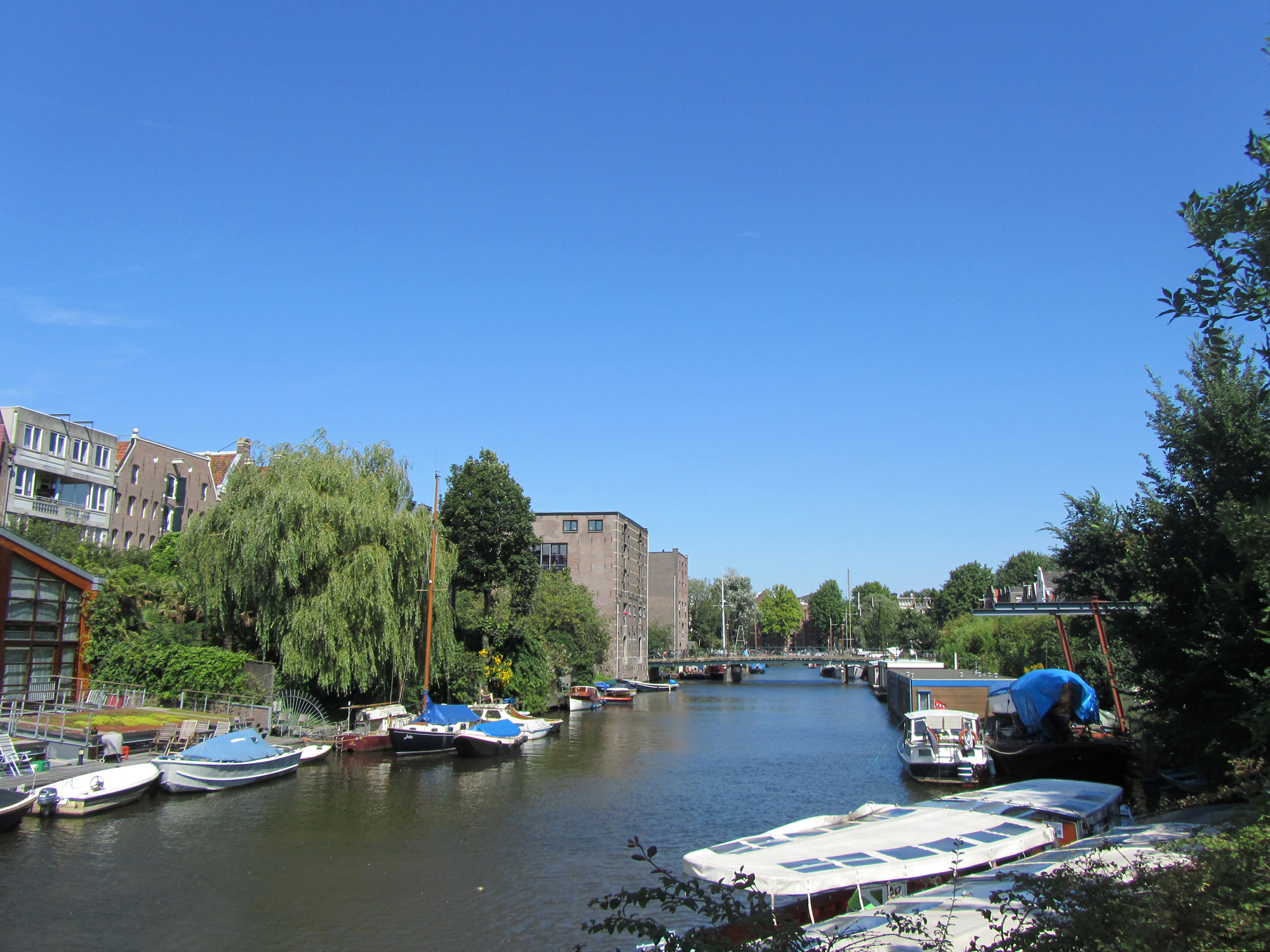
Bickersgracht
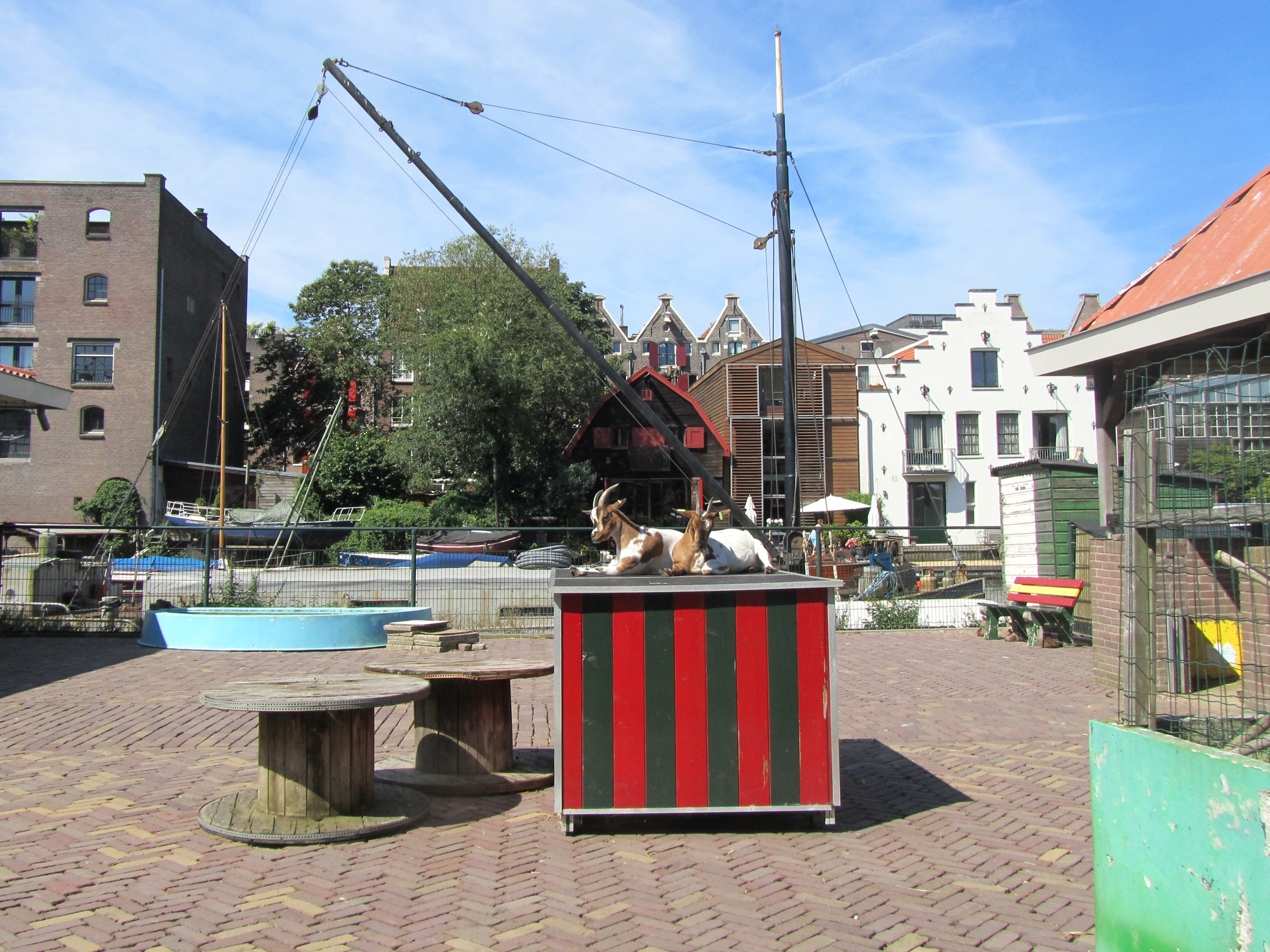
Kinderboerderij
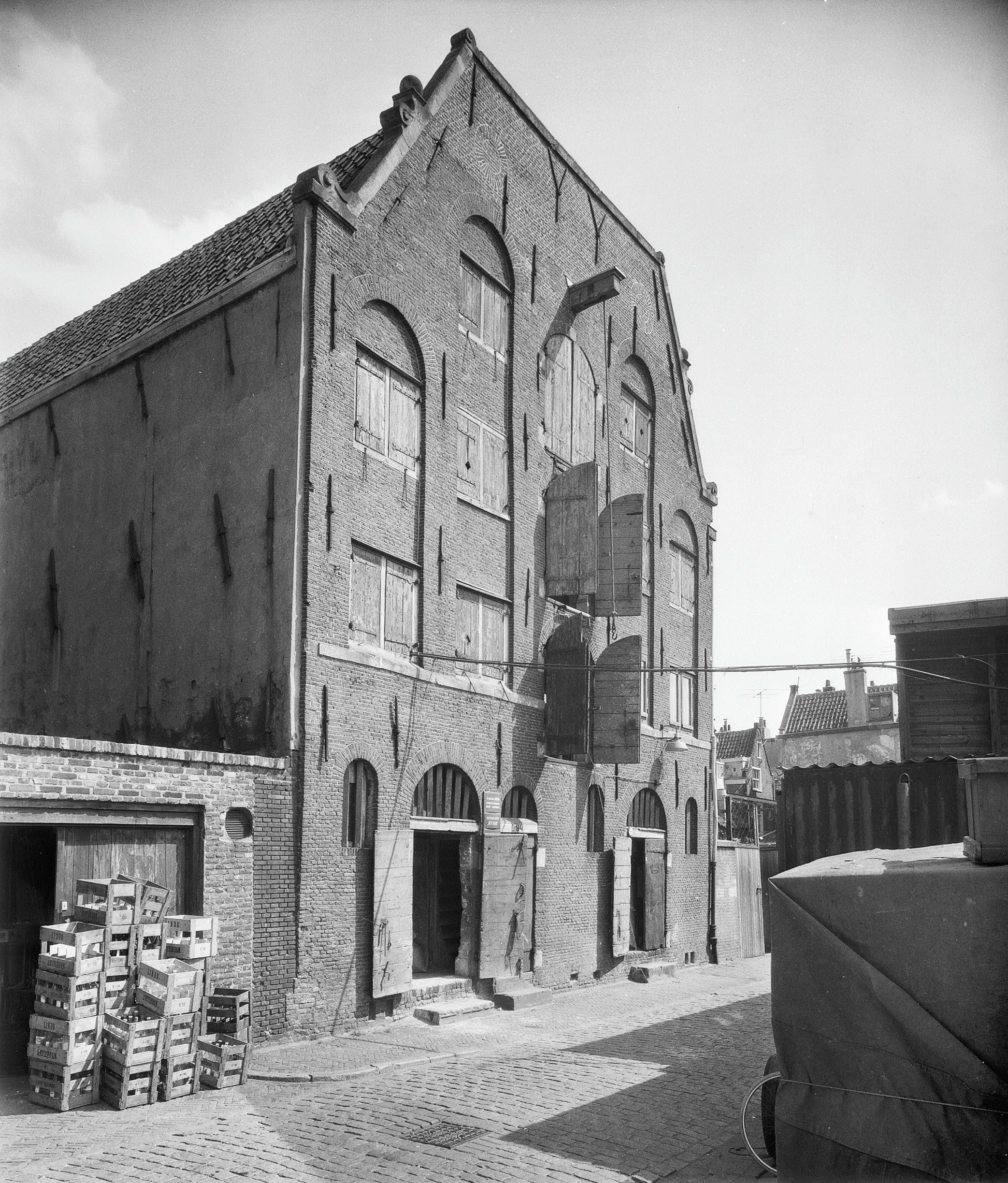
Pakhuis "De Faam" (voorgevel), Bickersgracht 94, 1959
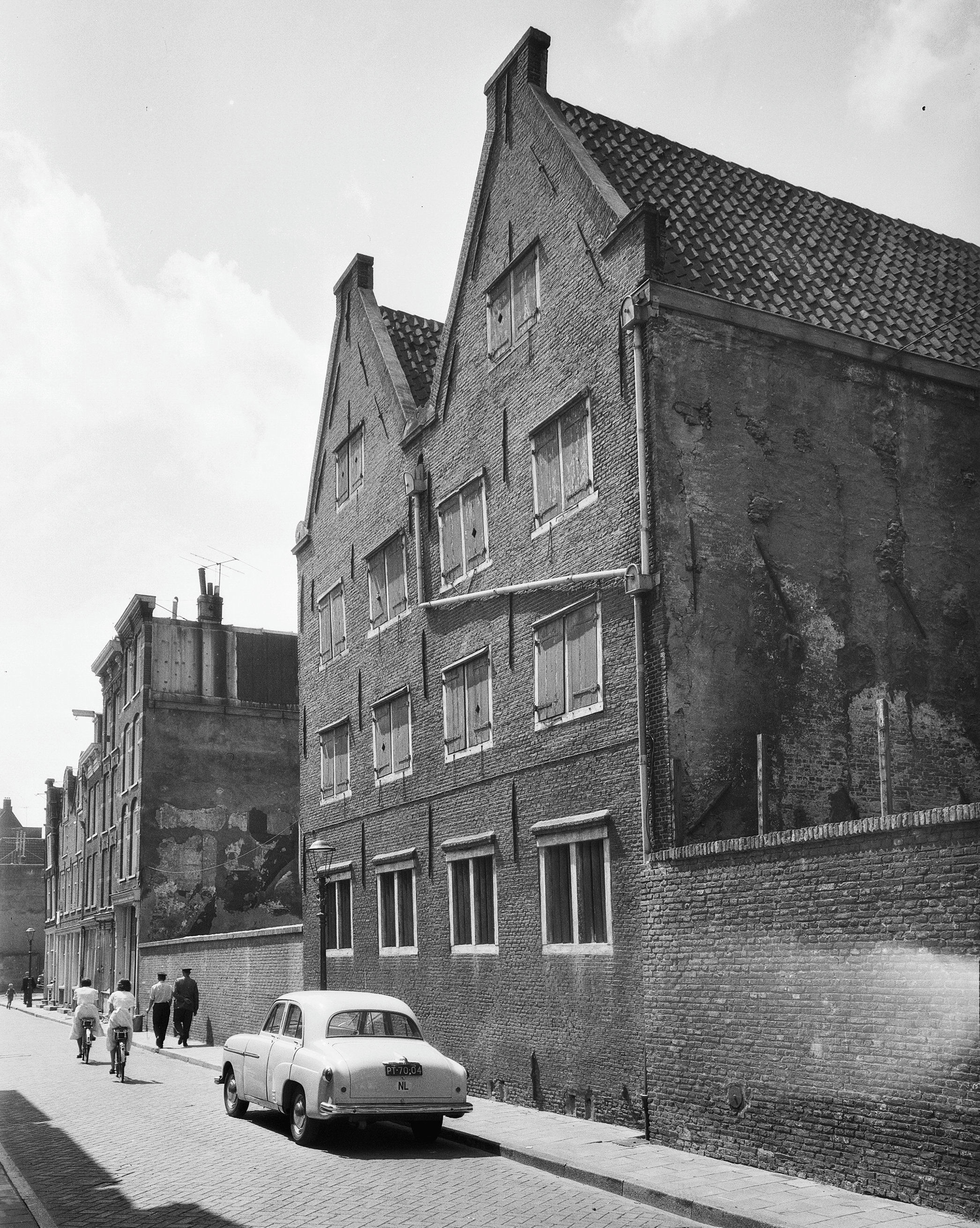
Pakhuis "De Faam" (achtergevel), Bickersgracht 94, 1959
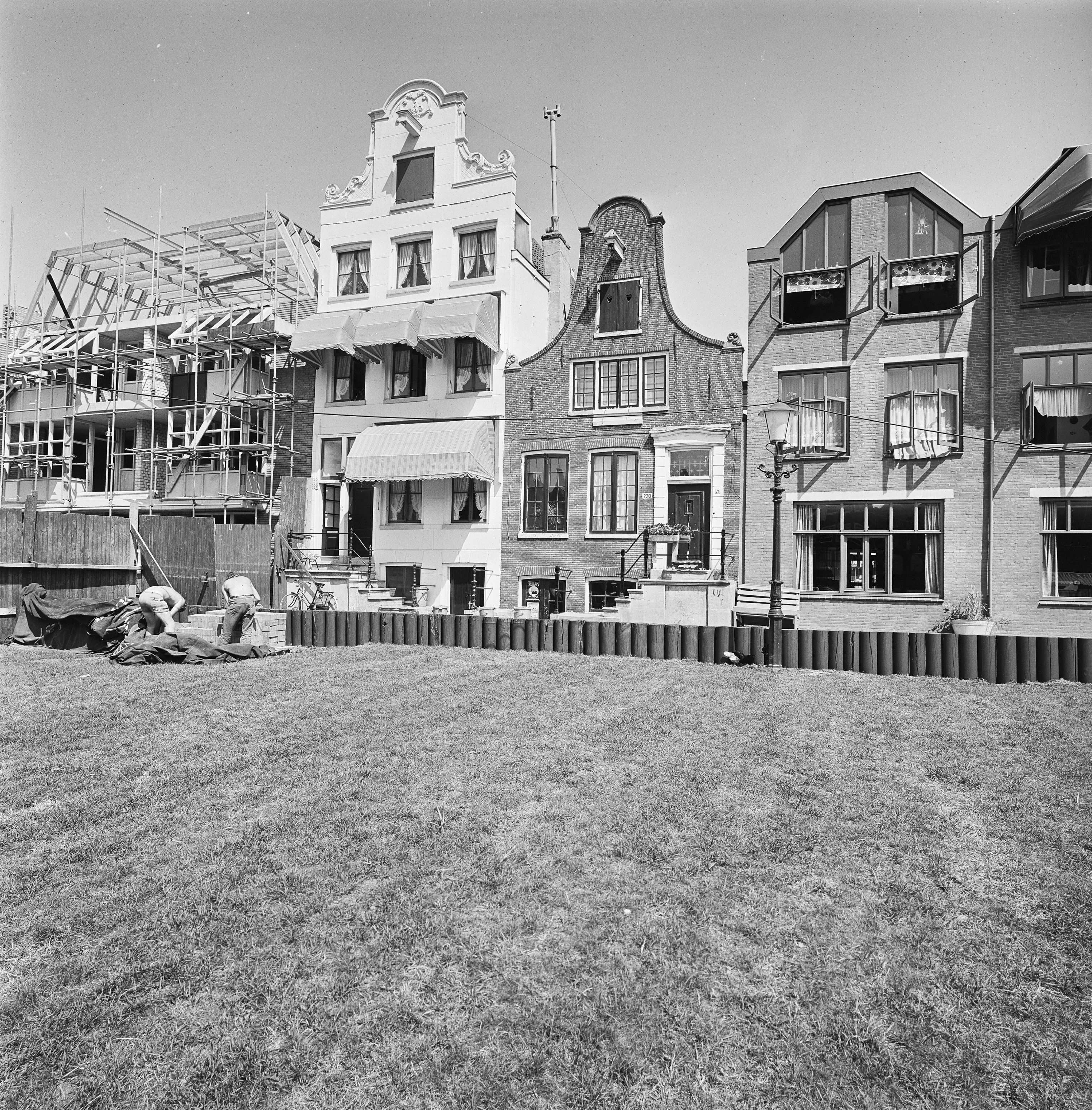
Gevels op het Bickerseiland aan de Bickersgracht, 1976
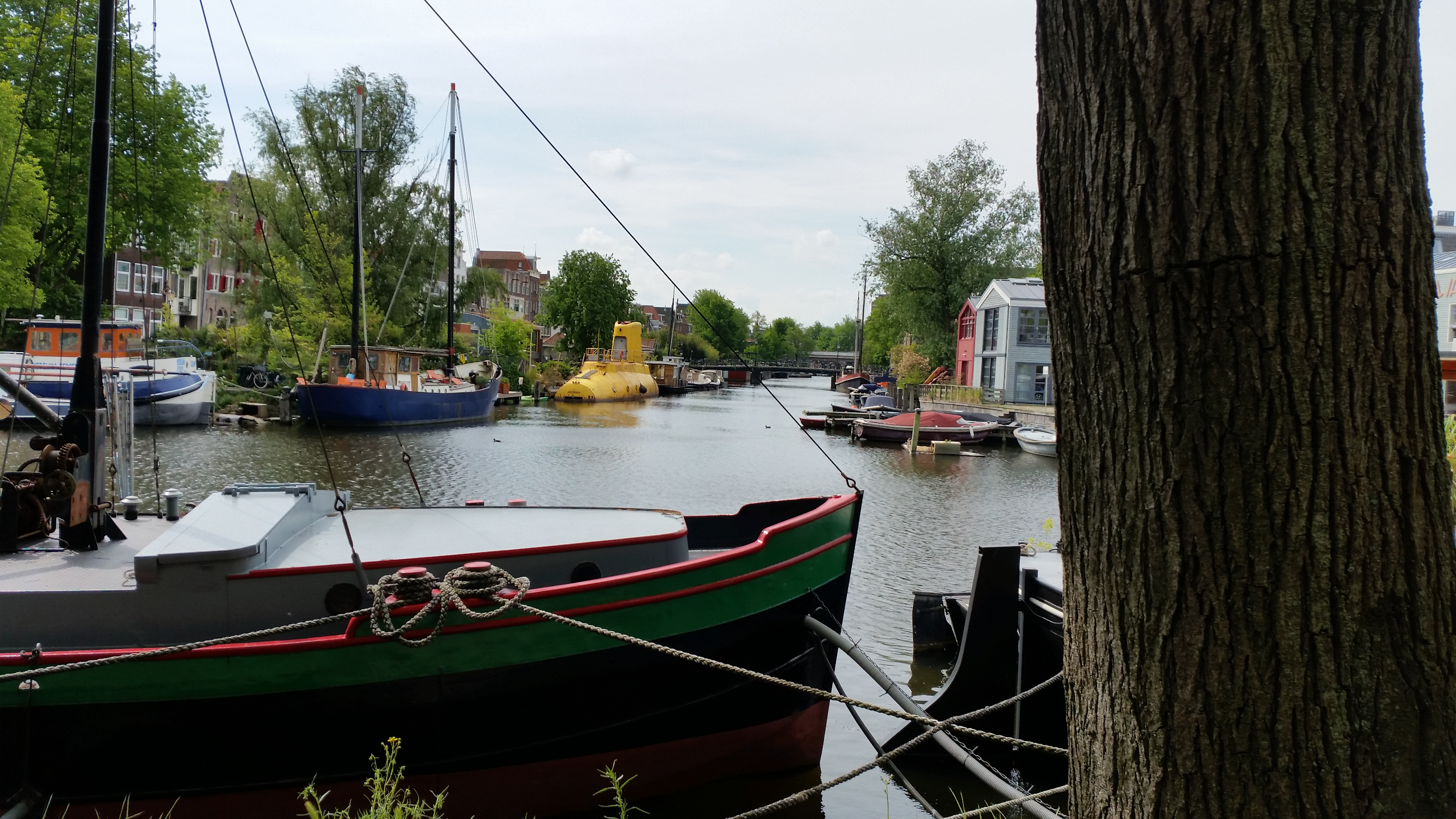
Gele onderzeeër (mei 2020)